# 鉄道事業体
鉄道事業体（てつどうじぎょうたい）とは、鉄道事業を行う政府・自治体、公社、コンセッション、民間事業体の総称。

## 鉄道事業体の種類

### 政府・自治体
政府や自治体の鉄道事業は一般には非独立採算制で公的補助が投入されることもある。ネットワーク整備にとっては有利だが必要性の低い事業につながるおそれもある。土地取得税等を通して開発利益の内部化を行うことも可能である。

### 公社
鉄道事業を行う公社には、鉄道事業に事業目的を限定しているものと鉄道事業に事業目的を限定していないものがある。
鉄道事業に事業目的を限定している公社は基本独立採算制だが、公的出資金や補助金を受けていることがある。
鉄道事業に事業目的を限定していない公社では非鉄道事業からの収入も期待でき、鉄道用地や保有用地を活用した都市開発や不動産開発を行っていることがある。

### コンセッション方式
コンセッション方式には鉄道事業者がインフラと運営の両方を管理しているものと運営のみを行っているものがある。

### 民間事業体
民間事業体の場合は独立採算で運営されており事業の自由度は高いといわれている。

## 各国の鉄道事業体

### イギリスの鉄道事業体
イギリスでは1830年にリバプール・アンド・マンチェスター鉄道が開業。その後、鉄道建設ブームがおき、1840年代から1850年代にかけて鉄道投資ブームがおこった。
しかし1921年鉄道法により鉄道会社は123社に統合され、ロンドン・ミッドランド・アンド・スコティッシュ鉄道（LMS）、ロンドン・アンド・ノース・イースタン鉄道（LNER）、グレート・ウェスタン鉄道（GWR）、サザン鉄道（SR）の4社の系列に集約された。
さらに道路交通の発達によって鉄道輸送量は減少し鉄道会社の経営は圧迫された。1947年の交通法（en:Transport Act 1947）により鉄道事業は国有化され、1948年にイギリス運輸委員会（en:British Transport Commission、BTC）が設立された（イギリス国鉄を参照）。
1962年、非効率な運営が問題視されていたイギリス運輸委員会が解体され、鉄道部門をイギリス鉄道（British Railway、BR）として切り離して再出発した。
1994年、BRは分割民営化されるとともに上下分離方式が採用されることになった。

### ドイツの鉄道事業体
ドイツで最大の鉄道事業体は国有のドイツ鉄道（ドイツ語: Deutsche Bahn; DB）であり、ドイツ鉄道のシェアは地域鉄道において67%、内陸貨物輸送において68.6%となっている。　その他、近年では民間事業者も増加している。2016年の時点で、452の事業者が鉄道事業許可を得ており、貨物鉄道事業者は163、地域旅客鉄道事業者は124、長距離旅客鉄道事業者は20存在した。

### 中国の鉄道事業体
中国の鉄道には、中国国家鉄路集団（旧中国鉄路総公司）による国家鉄路、地方政府による地方鉄路、地方政府や民間企業などが共同出資して運営管理を中国国家鉄路集団に委託する合資鉄路がある